# Cartilagine alare maggiore
La Cartilagine Alare Maggiore è una delle cartilagini principali del naso. È una lamina, pari, ripiegata su sé stessa, che descrive la parte mediale della narice con il suo margine concavo antero-laterale. 
Dalla punto di ripiegatura, all'apice del naso, possono distinguersi due branche: una più grande, laterale e superiore che forma lo scheletro dell'ala del naso e ne descrive, con il suo margine superiore, il solco alare; l'altra minore, mediale, prende rapporto con la cartilagine del setto e fa parte del setto mobile del naso.